# Nikolai Berdiaev
Nikolai Alexandrovich Berdyaev (em russo:  Никола́й Алекса́ндрович Бердя́ев) (18 de março de 1874 — 24 de março de 1948) foi um religioso e filósofo político russo.

## Biografia
Nasceu em Obukhovo, na Ucrânia, em uma família de militares de alta patente, mas ele não seguiu carreira militar. Sua mãe tinhas alguns ascendentes franceses.
Seu pai era adepto de algumas ideias de Voltaire e, desse modo, se considerava um livre pensador e expressava grande ceticismo em relação à religião. Por outro lado, sua mãe era uma cristã praticante. Passou uma infância solitária em casa e, desse modo, leu muitos livros da biblioteca de seu pai. Leu Hegel, Schopenhauer e Kant.
Em 1894, ingressou na Universidade de Kiev, onde se tornou marxista, preso em uma manifestação estudantil e expulso da universidade.
Em 1897, devido ao seu envolvimento em atividades ilegais, foi condenado a três anos de exílio interno em Vologda.
Em 1904, ele se casou com Lydia Yudifovna Trusheff. O casal mudou-se para São Petersburgo, onde se afastou do marxismo radical para concentrar sua atenção na filosofia e na espiritualidade cristã.
Em 1913, foi acusado de blasfêmia por ter escrito um artigo contra a repressão contra monges russos dissidentes, no entanto, a eclosão da Primeira Guerra Mundial e a Revolução Russa impediram que fosse condenado.
Em 1920 tornou-se professor da Universidade Estatal de Moscovo, mas, poucos meses depois, preso e encarcerado.
Em setembro de 1922, com outros intelectuais, foi expulso da Rússia por ordens de Lenin, na ação conhecida como "Navios dos filósofos". Inicialmente foi para Berlin, mas, em 1923, mudou-se para Paris.
Durante Segunda Guerra Mundial, continuou a escrever livros que foram publicados após a guerra, alguns deles após sua morte.
Nos anos que passou na França, Berdyaev escreveu 15 livros, incluindo a maioria de suas obras mais importantes. Ele morreu em Clamart, perto de Paris, em 1948.

## Ideias
Ele foi defensor de um Cristianismo universalista  (ver: Universalismo) Berdyaev escreveu que:

Boa parte dos mestres orientais da Igreja, a partir de Clemente de Alexandria até Máximo, o Confessor, eram partidários da 'Apokatastisis', de reconciliação universal e ressurreição. [...] No pensamento ortodoxo nunca foi suprimida a ideia de justiça divina e nunca esqueceu-se da ideia do amor Divino. Principalmente - não definem o homem do ponto de vista da justiça Divina, mas a partir da ideia de transfiguração e deificação do homem e do cosmos.

### Crítico do capitalismo
Era um crítico do capitalismo, ao dizer que:
| “ | A civilização capitalista dos tempos mais recentes assassinou Deus, sendo a mais impudente das civilizações; a responsabilidade pelo crime de deicídio é dela, não do socialismo revolucionário que somente assimilou o espírito da civilização burguesa e adotou a sua herança negativa. | ” |

| “ | O Deus, útil e ativamente necessário para os avanços da civilização, para o desenvolvimento industrial capitalista, não pode ser o Deus verdadeiro. Pode ser facilmente desmascarado. O socialismo está certo, embora haja chegado a ser detentor da razão por uma via negativa. O Deus das revelações religiosas, o Deus da cultura simbólica, já há muito partiu da civilização capitalista, e ela também o abandonou. | ” |

| “ | O sistema industrial capitalista de civilização destrói as bases espirituais da economia e, com isso, cava o seu próprio túmulo. O trabalho deixa de ter um sentido espiritual consciente e espiritual justificado espiritualmente e levanta-se contra todo o sistema. A civilização capitalista encontra o seu merecido castigo no socialismo. Este, porém, da mesma forma, dá continuidade à obra da civilização; ele é a outra face daquela mesma civilização "burguesa"; tenta levar adiante o desenvolvimento da civilização, sem introduzir um novo espírito nela. O industrialismo da civilização, a qual gera ficções e fantasmas, solapa, inevitavelmente, a disciplina e a motivação espirituais do trabalho e, com isso, condena-se ao malogro. | ” |

### Crítico do marxismo
Era um crítico do marxismo, ao dizer que:
| “ | O marxismo pretende ser uma concepção universal, integral, que responde a todas as questões primordiais, e dá o sentido à vida. O marxismo é ao mesmo tempo uma política, uma moral, uma ciência e uma filosofia. Os verdadeiros marxistas são, segundo o seu tipo, dogmáticos fervorosos. Não são nem céticos, nem críticos. Confessam o sistema dos dogmas. | ” |

## Legado
Berdyaev influenciou muitos pensadores, mas seu trabalho também foi muitas vezes objeto de discussões polêmicas. Sua obra tem sido lida principalmente nos círculos de existencialismo filosofia e teologia Ortodoxa. Fora da compreensão de Berdyaev de livre e criatividade, Davor Dzalto desenvolveu a sua compreensão arte contemporânea e produção e sua importância para o ser humano. Ele é creditado com o desenvolvimento de uma influente escola de pensamento, às vezes chamado de realismo Místico, com influência dentro e fora da Rússia, mas especialmente refletir aspectos do pensamento filosófico russo não costumam ser vistos no Ocidente.

## Obras
- Crone, Anna Lisa (2010). Eros and Creativity in Russian Religious Renewal: The Philosophers and the Freudians. Col: Russian History and Culture. 3. Netherlands: Brill Publishers. ISBN 978-9004180055. Consultado em 16 de outubro de 2016. Cópia arquivada em 6 de agosto de 2020
- Naiman, Eric (1997). Sex in Public: The Incarnation of Early Soviet Ideology. [S.l.]: Princeton University Press. ISBN 9780691026268. Consultado em 16 de outubro de 2016. Cópia arquivada em 6 de agosto de 2020
- Sub specie aeternitatis: Articles Philosophic, Social and Literary (1900-1906) (1907; 2019) ISBN 9780999197929 ISBN 9780999197936
- Vekhi - Landmarks (1909; 1994) ISBN 9781563243912
- The Spiritual Crisis of the Intelligentsia (1910; 2014) ISBN 978-0-9963992-1-0
- The Philosophy of Freedom (1911; 2020) ISBN 9780999197943 ISBN 9780999197950
- Aleksei Stepanovich Khomyakov (1912; 2017) ISBN 9780996399258 ISBN 9780999197912
- "Quenchers of the Spirit" (1913; 1999)
- The Meaning of the Creative Act (1916; 1955) ISBN 978-15973126-2-2
- The Crisis of Art (1918; 2018) ISBN 9780996399296 ISBN 9780999197905
- The Fate of Russia (1918; 2016) ISBN 9780996399241
- Dostoevsky: An Interpretation (1921; 1934) ISBN 978-15973126-1-5
- Oswald Spengler and the Decline of Europe (1922)
- The Meaning of History (1923; 1936) ISBN 978-14128049-7-4
- The Philosophy of Inequality (1923; 2015) ISBN 978-0-9963992-0-3
- The End of Our Time [a.k.a. The New Middle Ages] (1924; 1933) ISBN 978-15973126-5-3
- Leontiev (1926; 1940)
- Freedom and the Spirit (1927–8; 1935) ISBN 978-15973126-0-8
- The Russian Revolution (1931)
- The Destiny of Man (1931; transl. Natalie Duddington 1937) ISBN 978-15973125-6-1
- Lev Shestov and Kierkegaard N. A. Beryaev 1936
- Christianity and Class War (1931; 1933)
- The Fate of Man in the Modern World (1934; 1935)
- Solitude and Society (1934; 1938) ISBN 978-15973125-5-4
- The Bourgeois Mind (1934)
- The Origin of Russian Communism (1937; 1955)
- Christianity and Anti-semitism (1938; 1952)
- Slavery and Freedom (1939) ISBN 978-15973126-6-0
- The Russian Idea (1946; 1947)
- Spirit and Reality (1946; 1957) ISBN 978-15973125-4-7
- The Beginning and the End (1947; 1952) ISBN 978-15973126-4-6
- Towards a New Epoch" (1949)
- Dream and Reality: An Essay in Autobiography (1949; 1950) ou Self-Knowledge: An Essay in Autobiography ISBN 978-15973125-8-5
- The Realm of Spirit and the Realm of Caesar (1949; 1952)
- Divine and the Human (1949; 1952) ISBN 978-15973125-9-2
- «The Truth of Orthodoxy», Vestnik of the Russian West European Patriarchal Exarchate, traduzido por A.S. III, Paris, 1952, consultado em 27 de setembro de 2017
- Truth and Revelation (n.p.; 1953)
- Astride the Abyss of War and Revolutions: Articles 1914-1922 (n.p.; 2017) ISBN 9780996399272 ISBN 9780996399289

## Trabalhos citados
- N. Berdyaev. Dream and reality: An essay in autobiography. Bles, London, 1950.
- M. A. Vallon. An apostle of freedom: Life and teachings of Nicolas Berdyaev. Philosophical Library, New York, 1960.
- Lesley Chamberlain. Lenin's Private War: The Voyage of the Philosophy Steamer and the Exile of the Intelligentsia. St. Martin’s Press, New York, 2007.